# Antoni Fałkowski
Antoni Jan Fałkowski – polski urzędnik, specjalista w sprawach energetycznych, od 2022 do 2024 ambasador w Danii.

## Życiorys
Antoni Fałkowski ukończył studia magisterskie na Wydziale Zarządzania Uniwersytetu Warszawskiego (2004). Przez rok przebywał na stypendium na Uniwersytecie w Marburgu.
Pracował w Wielkiej Brytanii w firmie konsultingowej. Następnie został zatrudniony w administracji w Ministerstwie Gospodarki. Specjalizował się w kwestiach sektora energetycznego, w tym relacji w ramach Unii Europejskiej i regulacji unijnych. Pracował także w spółkach Skarbu Państwa z sektora energetycznego. W latach 2007–2011 w stopniu radcy kierował Wydziałem Promocji Handlu i Inwestycji Ambasady RP w Oslo, gdzie odpowiadał m.in. za pilotowanie projektu gazociągu z Norwegii do Polski. Następnie przez dwa lata był doradcą Ministra Środowiska m.in. w obszarze uzgodnień nowych regulacji unijnych dla wydobycia gazu ziemnego z formacji łupkowych. Przez trzy lata pracował w PKN Orlen, później zaś w PGNiG, gdzie kierował Działem LNG odpowiedzialnym m.in. za import LNG do Polski. 30 listopada 2021 został mianowany ambasadorem RP w Danii. Stanowisko objął 25 marca 2022. Listy uwierzytelniające złożył 6 maja 2022. Urzędowanie zakończył w lipcu 2024.
Żonaty z Wiktorią Bernadettą Fałkowską. Ojciec trzech synów.